# Opera Tower
Opera Tower es un rascacielos residencial  en Miami, Florida, Estados Unidos.  Fue promovido por Tibor Hollo´s Florida East Coast Realty, y se terminó a finales de 2007.  El edificio recibió su certificado provisional de ocupación el 26 de diciembre de 2007.  La torre de 55 plantas está localizada en 1750 North Bayshore Drive. El edificio alberga 635 apartamentos de lujo y restaurantes.
El rascacielos ha sido criticado por su mala gestión y escasa seguridad. Ha albergado tiroteos en 2013, 2018 y 2020. también ha habido algunos suicidios en el edificio

## Galería

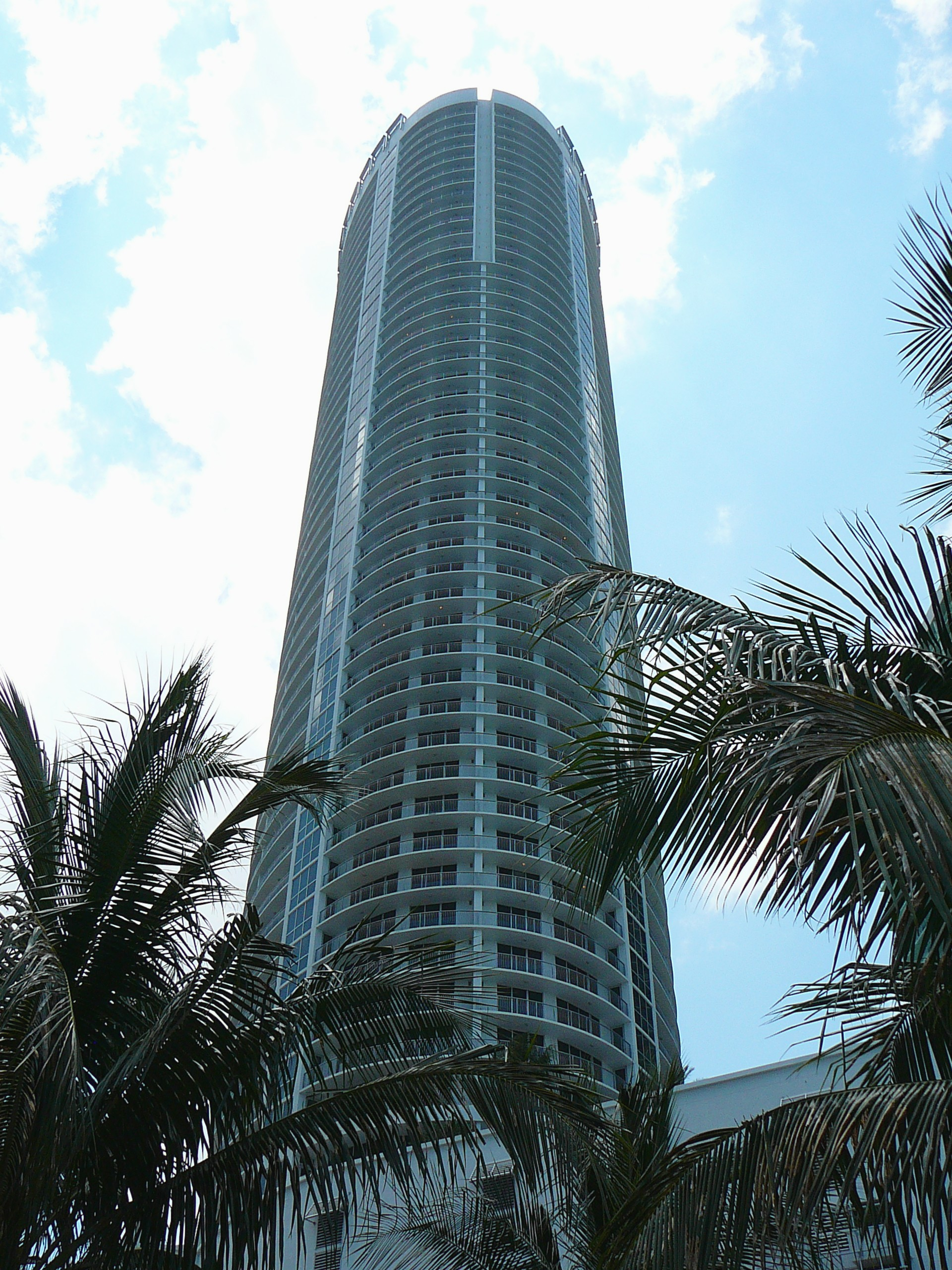
Vista lateral (desde el este) del edificio
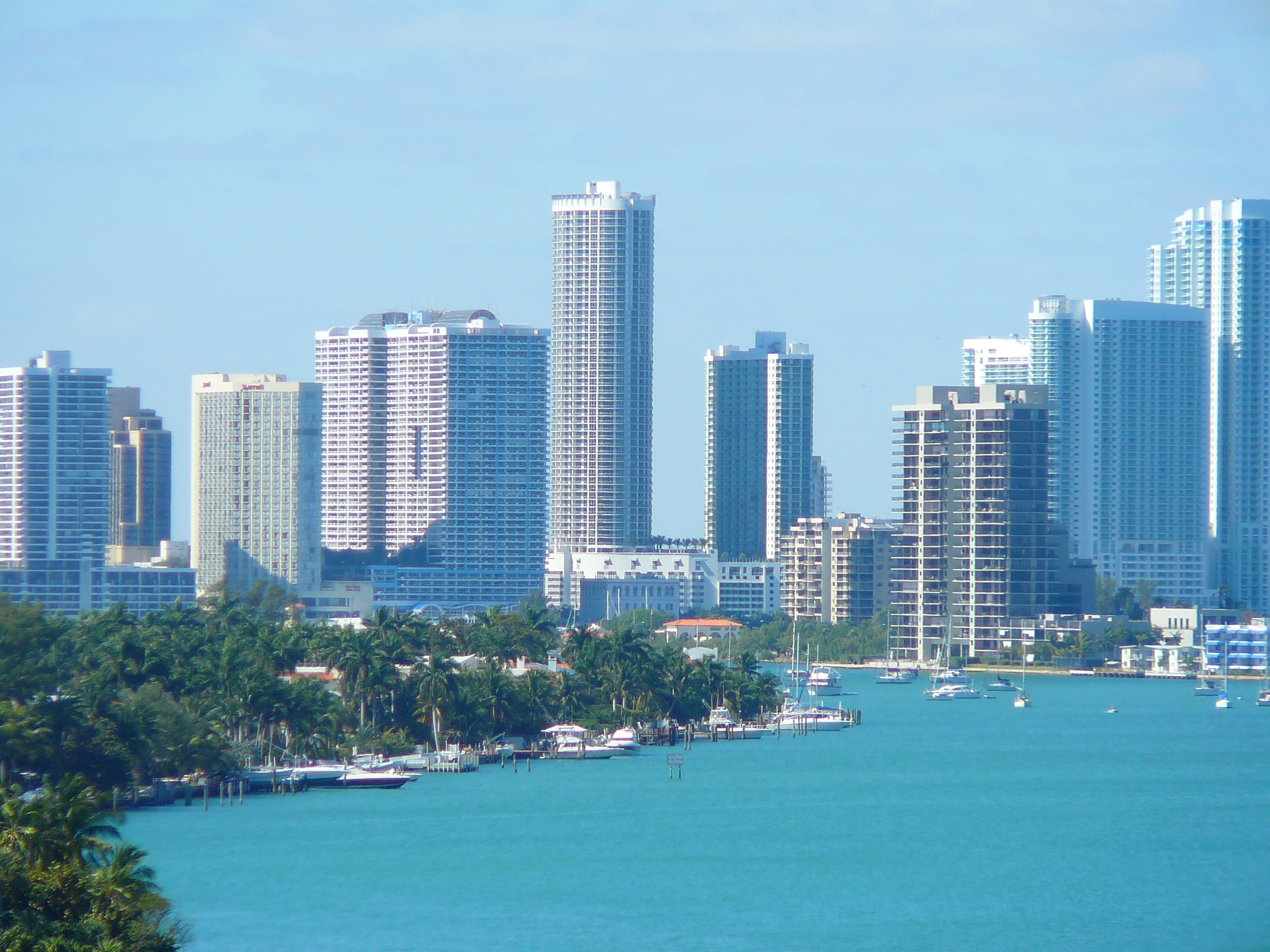
Vista del rascacielos en el panorama urbano de Miami en 2008
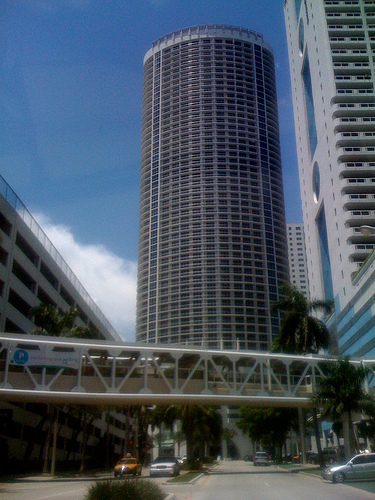
Vista desde la calle